# 法照
法照，又称五会法师。唐朝佛教高僧，净土宗四祖。

## 简介
永泰年间，因慕慧远而入庐山，修念佛三昧。
大历元年（766年），他到弥陀台发愿每夏九旬勤修般舟三昧，同年又受五会念佛。次年在衡州云峰寺勤修，后去湖东寺。最后至五台山佛光寺。他创五会念佛，利用念佛音聲的緩急、高低的变化，来表達念佛的轻安与急切之情。往来于五台山、长安弘法事业。圆寂后，敕谥大悟和尚。
他撰有《净土五会念佛诵经观行仪》、《净土五会念佛略法事仪赞》。